# Vallonia gracilicosta
Vallonia gracilicosta är en snäckart som beskrevs av Johannes Theodor Reinhardt 1883. Vallonia gracilicosta ingår i släktet Vallonia och familjen grässnäckor. Inga underarter finns listade i Catalogue of Life.